# 王德強
王德強（1964年11月—），中國大陸民俗學家。現任雲南師範大學校長，中國民族學會副會長，曾任滇西科技師範學院校長。長期從事藏學研究。